# Champs-sur-Marne
Champs-sur-Marne ist eine französische Gemeinde mit 26.661 Einwohnern (Stand 1. Januar 2022) im Département Seine-et-Marne in der Region Île-de-France. Sie gehört zum Arrondissement Torcy und zum Kanton Champs-sur-Marne. Darüber hinaus gehört Champs-sur-Marne zur Ville nouvelle Marne-la-Vallée. Die Einwohner werden Champésiens genannt.

## Lage
Champs-sur-Marne liegt 20 Kilometer östlich von Paris. Die wichtigsten Nachbarorte sind Noisiel, Lognes, Gournay-sur-Marne und Chelles.

## Geschichte
Auf dem Gebiet von Champs-sur-Marne wurden Siedlungsspuren aus dem Neolithikum gefunden.
Im 7. Jahrhundert wird der Bau einer Kirche in Campus überliefert. Der Ort gehörte lange Zeit zur Seigneurie Gournay-sur-Marne.

## Bevölkerungsentwicklung
Durch die Erschließung neuer Baugebiete nahm die Einwohnerzahl ab den 1970er Jahren stark zu.
| Jahr      | 1962  | 1968  | 1975  | 1982   | 1990   | 1999   | 2007   | 2017   | 2021   |
| Einwohner | 3.793 | 4.446 | 5.095 | 16.739 | 21.611 | 24.553 | 24.333 | 25.041 | 25.695 |

In den nächsten Jahren wird die Einwohnerzahl von Champs-sur-Marne weiterhin stark ansteigen, da die Gemeinde Teil des Neubaugebietes Val Maubuée im 2. Sektor der Ville nouvelle Marne-la-Vallée ist.

## Bildung
- École des Ponts ParisTech
- École nationale des sciences géographiques

## Sehenswürdigkeiten

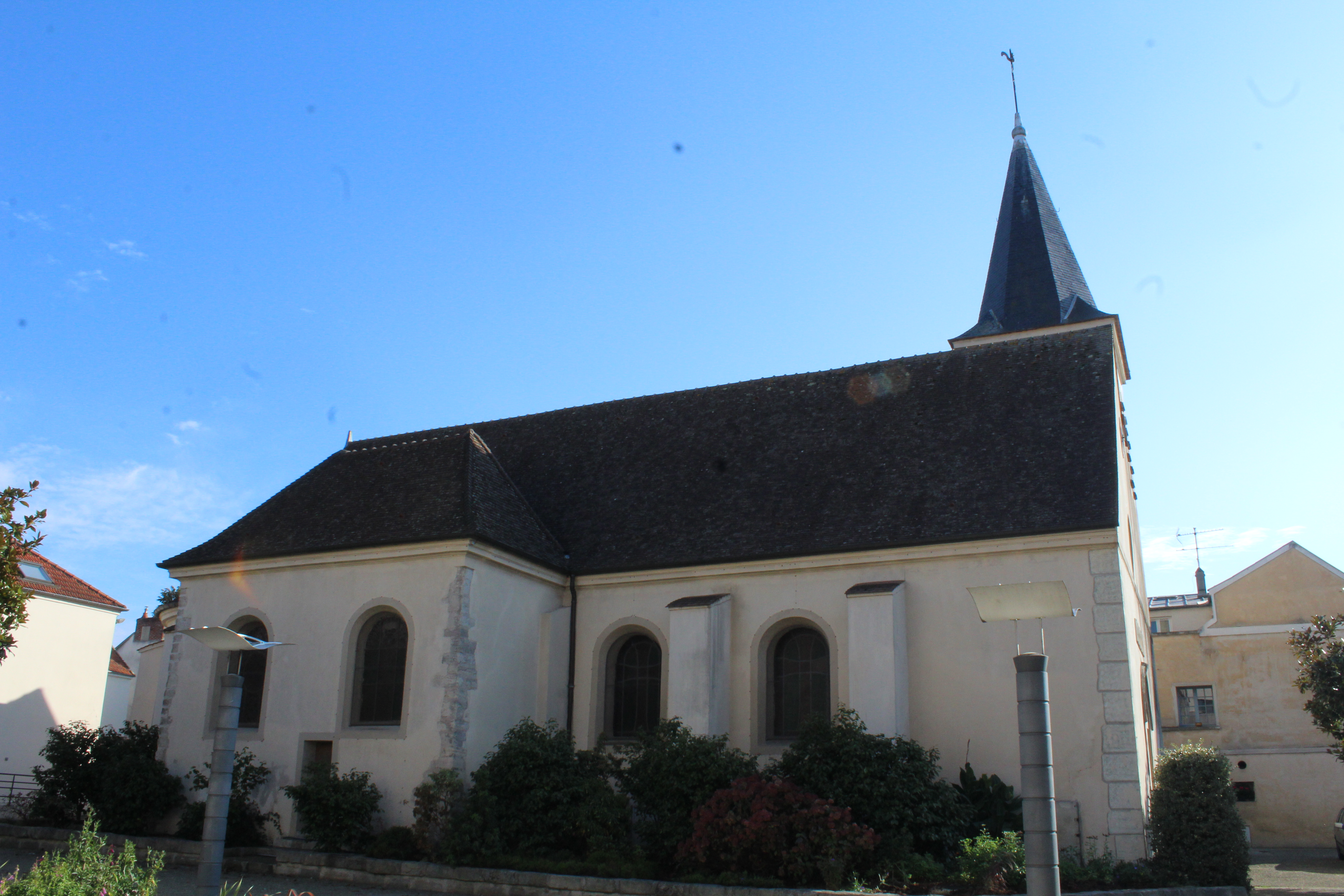
Kirche Saint-Loup

Siehe auch: Liste der Monuments historiques in Champs-sur-Marne
- Kirche Saint-Loup, erbaut im 16. Jahrhundert
- Schloss Champs-sur-Marne, erbaut 1703 bis 1706

## Städtepartnerschaften
- Quart de Poblet, Spanien
- Bradley Stoke, Großbritannien

## Persönlichkeiten
- Frédéric Febvre (1833–1916), Schauspieler der Comédie-Française
- Armand Lanoux (1913–1983), Schriftsteller (Prix Goncourt 1963)
- Hugo Boutsingkham (* 2003), französisch-laotischer Fußballspieler